# Business Finland

Business Finland est une agence gouvernementale de financement de la recherche dépendant du Ministère des Affaires économiques et de l'Emploi de Finlande.

## Mission et services
L' objectif de l'agence est de promouvoir la compétitivité de l'industrie finlandaise et du secteur des services en aidant à la création de technologies et de savoir-faire technologiques de classe mondiale.
Business Finland fournit aux entreprises des services financiers et d'appui à l'internationalisation.
Business Finland emploie environ 600 personnes. Il compte près de 40 bureaux à l'étranger et des bureaux dans 18 régions de Finlande,.

## Organisation
Depuis 2018, l'organisation se compose de deux entités: l'agence gouvernementale Business Finland et une société d'État Business Finland Oy,  contrôlée par l'agence.

## Histoire
Le prédécesseur de l'agence était l'Agence Tekes de financement de la technologie et de l'innovation (finnois : Innovaatiorahoituskeskus Tekes), et le prédécesseur de la société était Finpro Oy. 
Tekes avait été fondée en 1983 par le président de la Finlande, Mauno Koivisto, en réaction à une récession économique des années 1970. 
"Tekes" signifiait finnois : Tekniikan edistämiskeskus (Centre pour l'avancement de la technologie).
En 2018, le gouvernement Sipilä a fusionné Tekes et la société d'État Finpro Oy, pour assurer la promotion de l'exportation. 
L'objectif était de rationaliser les services aux entreprises et de veiller à ce que la chaîne de services ne soit pas rompue lorsqu'une entreprise a un processus allant de la R&D à l'exportation.